# Caracola

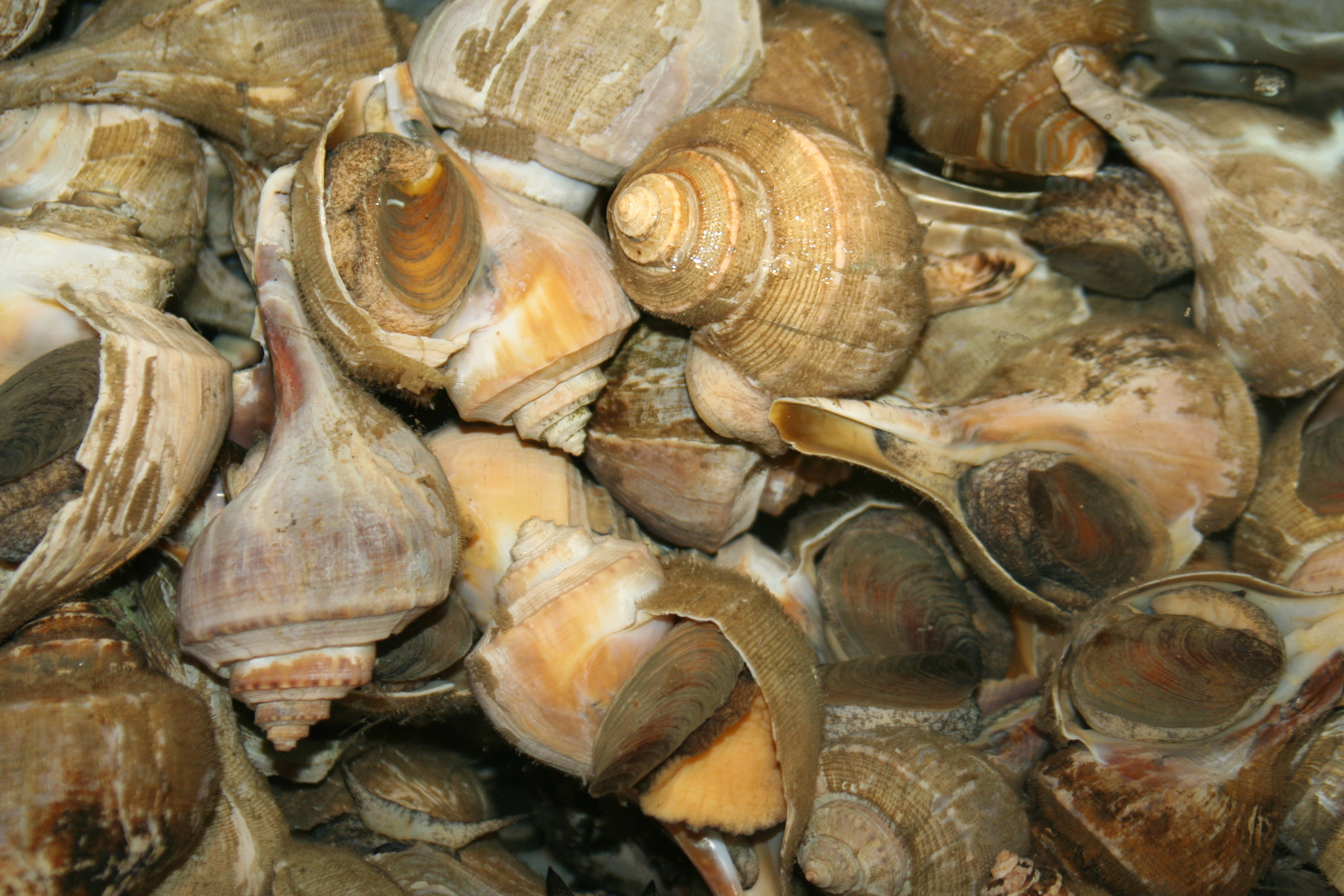
Grupo de caracoles marinos a la venta en un mercado californiano.

Caracola o caracol marino hace referencia por metonimia al grupo de moluscos marinos caracterizados por su concha. También se denomina caracola a la concha de los caracoles marinos, sobre todo a las de tamaño medio pertenecientes a varias especies.

## Caracol marino
Los caracoles marinos o caracolas son moluscos gasterópodos acuáticos adaptados a vivir en el medio marino. No están estrechamente relacionados entre sí, ya que son el grupo más numeroso y el primero que surgió, del cual proceden los otros grupos de gasterópodos adaptados al medio terrestre y al dulceacuícola. Los caracoles marinos son organismos muy especializados y diversificados. Aunque todos los caracoles comparten las mismas características básicas, pueden presentar diferencias debido a la adaptación a nichos ecológicos distintos.
Los caracoles marinos son el grupo más diverso y más abundante en especies del Phylum Mollusca, formado por animales tan distintos como los cefalópodos o los bivalvos: ostiones, almejas, quitones, abulones, calamares, pulpos, etc, porque constituyen más del cincuenta por ciento de las cien mil especies de moluscos existentes.
Los Prosobranquios son una subclase la clase Gastropoda del Phylum Mollusca, constituida por unas cincuenta y cinco mil especies de caracoles que habitan en ambientes marinos, dulceacuícolas y una muy pequeña proporción han colonizado el medio terrestre, aunque la mayoría son marinos. Habitan en los mares desde hace seiscientos millones de años, y todos ellos tienen una concha que suele ser muy resistente y les da la denominación común de caracola. En la mayoría de ellos es espiralada y posee opérculo, una estructura que actúa de puerta o tapa de la concha. La mayor parte de los miembros de la subclase son hermafroditas. Las especies acuáticas tienen una o dos branquias (ctenidias) localizadas dentro de la cavidad del manto.
Los prosobranquios incluyen la mayor parte de los caracoles marinos conocidos; destacan haliótidos, lapas, neritas, tróquidos, litorinas, cónidos, cimátidos, murícidos, cipreas, olivas, marginelas, estrómbidos, turritélidos, terébridos y volútidos.
Los Prosobranchia constituyen el grupo más diversificado de la clase Gastropoda y dominan todos los ambientes marinos e incluso ciertas familias han colonizado los ambientes acuáticos continentales y el terrestre. Anteriormente eran considerados la última subclase en aparecer, sin embargo análisis ontogenéticos de las otras subclases han demostrado que son el grupo más basal y del cual se diversificaron las dos restantes: Opisthobranchia y Pulmonata. En las especies denominadas "babosas marinas" la concha está ausente, reducida o solo queda un remanente interno, y son denominadas opistobranquios. En el curso de la evolución y adaptación ocupan nuevos nichos lo que provoca que los organismos se modifiquen de acuerdo a las condiciones del ambiente o a los requerimientos del propio organismo.

## Concha

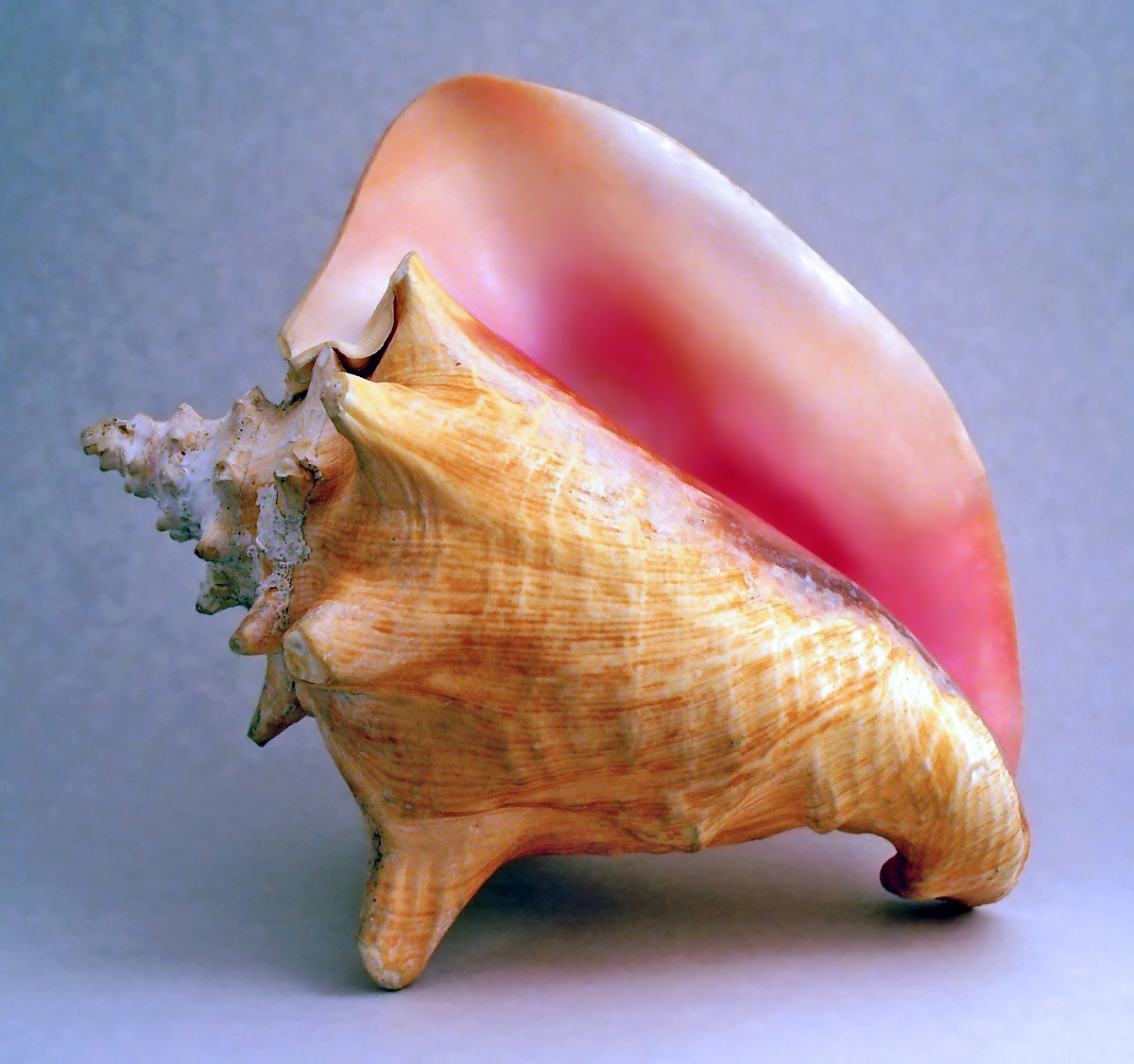
Un ejemplar de caracola reina (Strombus gigas) adulta.

También se denomina caracola a la concha de los caracoles marinos, sobre todo a las de tamaño medio pertenecientes a varias especies.
La concha de las caracolas está formada por una pieza asimétrica enrollada en espiral cuya abertura quedará hacia la derecha o hacia la izquierda si se observa la concha con el ápice hacia arriba y la abertura hacia el observador. La mayoría de las especies de moluscos gasterópodos tienen una concha que se abre hacia la derecha, (Dextrogiro) mientras que en el resto de especies se abre hacia la izquierda (levogiro).  No obstante, dentro de una misma especie pueden nacer individuos con este carácter dispuesto al contrario, constituyendo rarezas.
La concha de las caracolas tiene forma variable pero generalmente es espiralada. Se caracteriza por se univalva y fuerte y sólida. Está constituida de carbonato de calcio y su apariencia puede ser brillante, esmaltada y de colores agradables y vivos. La concha puede presentar una serie de ornamentaciones como orificios y canales respiratorios, costillas verticales, cordones espirales y suturas. 
La clase Prosobranchia, ahora en desuso, se caracterizaba por presentar una concha frecuentemente con opérculo. El opérculo es la estructura que actúa de puerta o tapa de la concha. Actualmente se denominan caracolas más frecuentemente a especies de Orthogastropoda.
El nombre de caracola se aplica especialmente a las especies marinas que tienen ambos extremos puntiagudos, es decir, que tienen espiras altas y un canal sifonal notable. Cuando la concha es de forma espiralada presenta varias regiones o estructuras como la abertura, la columela, la vuelta del cuerpo y la espira. La gran mayoría presenta una estructura anexa que se encarga de cerrar la concha cuando el caracol se retrae en su interior denominada opérculo, de forma y tamaño variable.
Las conchas más características son las de los moluscos gasterópodos marinos pertenecientes a los géneros Strombus (familia Strombidae), Melongena, la caracola gigante sagrada o caracol chactel, Pleuroploca (como Pleuroploca gigantea), Turbinella,  Charonia, Argobuccinum (ambos de la familia Ranellidae), Tonnas y Murex, pero se denominan así más de 20 familias e incluso las conchas de cefalópodos como los Nautiloideos.

### Instrumento musical

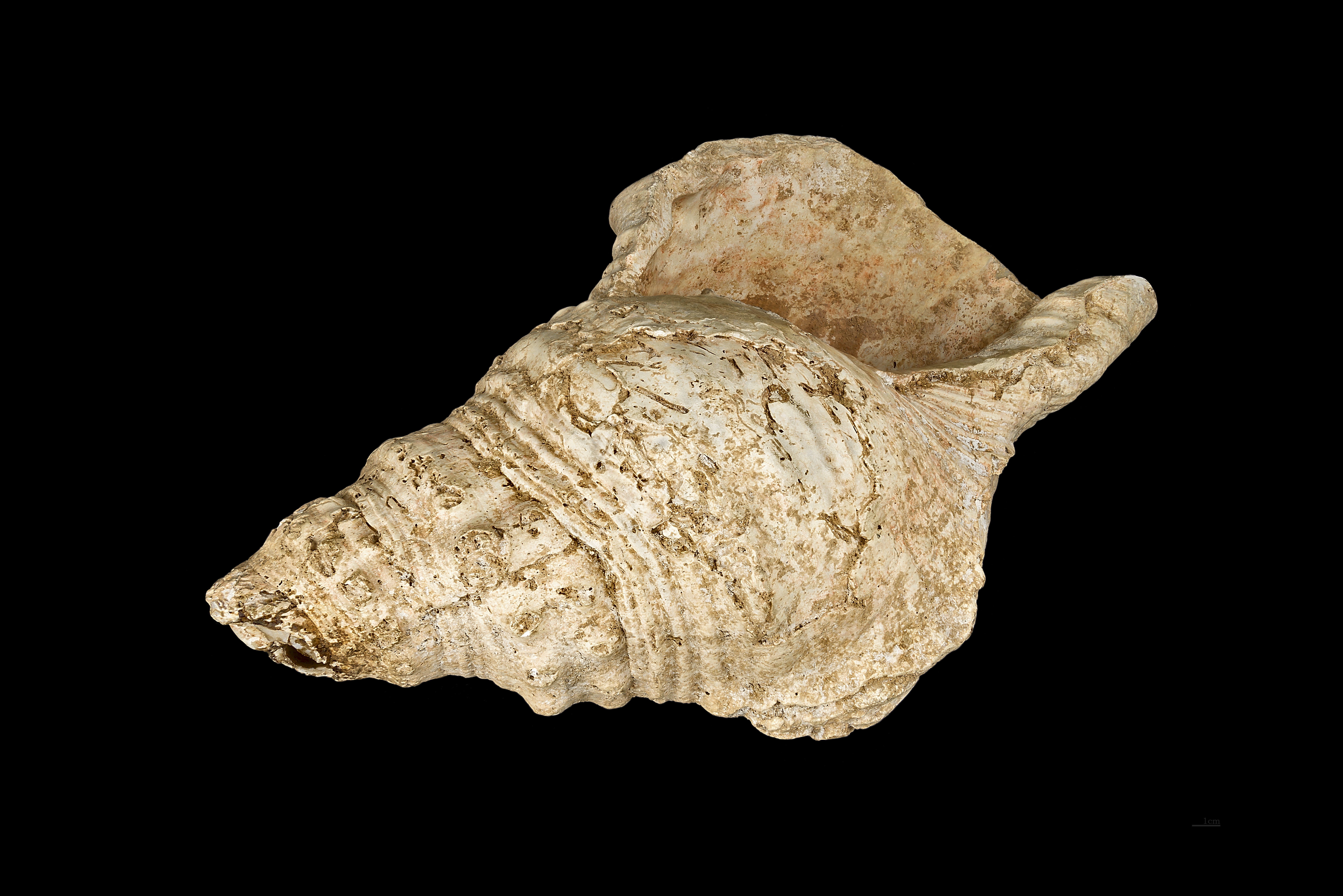
Caracola Magdaleniense

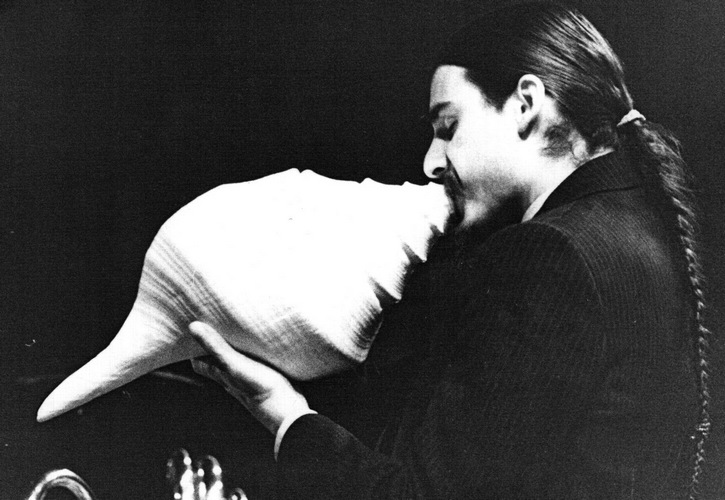
El jazzman Steve Turre en París en 1976

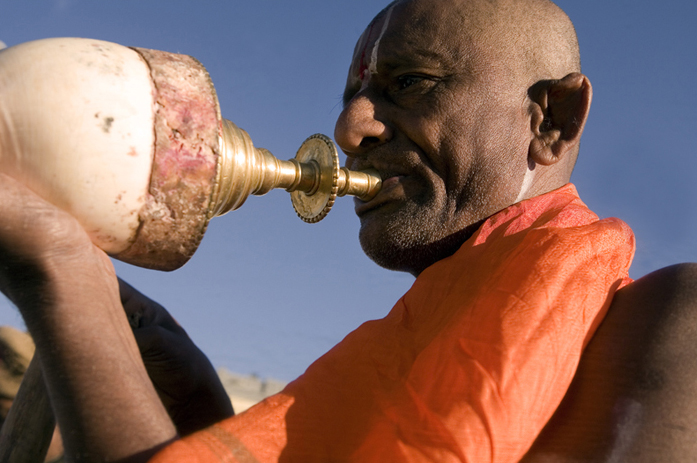
Un monje hinduista soplando una caracola (adaptada con una boquilla de bronce).

Las caracolas se emplean para fabricar un instrumento musical de viento que se sopla desde el extremo o desde un lado y al que se puede acoplar una boquilla. Los labios del intérprete actúan como una doble lengüeta para producir las notas que resonarán en el interior de la caracola.
Prehistoria: En la India se utiliza desde hace miles de años como instrumento musical. Los hinduistas creen que el dios Vishnú sostiene un shankhá (caracola) en una de sus cuatro manos, y que lo sopla cuando asesina algún demonio como signo de victoria. Su sonido estrepitoso se considera «auspicioso» (porque aleja a los fantasmas). En los templos de toda India se utilizan caracolas para comenzar y terminar las adoraciones a los murtis (deidades o ídolos): se sopla tres veces consecutivas, cada una de pocos segundos de duración. Algunos sacerdotes, mediante una disposición especial de los labios, pueden soplar dos caracolas simultáneamente. Otros (muy raros) pueden soplar una caracola durante varios minutos, mediante la técnica de la Respiración circular: mientras soplan la caracola con aire de los pulmones, inflan las mejillas; después, mientras desinflan el aire de los carrillos (de manera controlada) por la boca, aprovechan ese par de segundos de aire extra para inspirar aire por la nariz.
La caracola se utiliza como trompeta en las islas del Pacífico y en regiones de Sudamérica. Sus usos más importantes son la señalización y el acompañamiento en danzas.
En Canarias se la denomina bucio (del port. búzio), ya utilizada por los guanches. Se utiliza, como continuación de sus usos indígenas, en fiestas populares canarias; pero también como alarma o como sistema para indicar el comienzo o fin del trabajo en el campo o, más modernamente, en la música de mestizaje. Las especies utilizadas son Charonia tritonis y Charonia lampas.
En la región de Cantabria, en el norte de España, se emplea el denominado bígaru, habitualmente de la especie Strombus gigas, como acompañamiento en la ejecución de la danza guerrera de la Baila de Ibio.
En la cultura garífuna (Honduras, Belice, Guatemala y Nicaragua) el caracol es utilizado en la punta, un ritmo y danza ceremonial, como un llamado al tambor o al danzarín o danzarina.
En el área cultural andina, el instrumento de caracola recibía el nombre de pututo. Es usado desde el Formativo hasta la actualidad. Algunos estaban decorados con incisiones y relieves, así como boquillas metálicas. Durante el Imperio incaico, se empleó como un símbolo de poder.

### Literatura
En la obra de William Golding El señor de las moscas hay frecuentes alusiones a la caracola. Es usada por los niños para reunir a todos en asamblea y para indicar quién tiene el turno de la palabra, representando simbólicamente la democracia y el orden. Cuando una piedra lanzada por Roger, el lugarteniente de Jack Merridew, destroza la caracola, es un signo de que el orden civilizado se ha desplomado y ha comenzado la dominación de Jack.